# Giulio Bellinzaghi

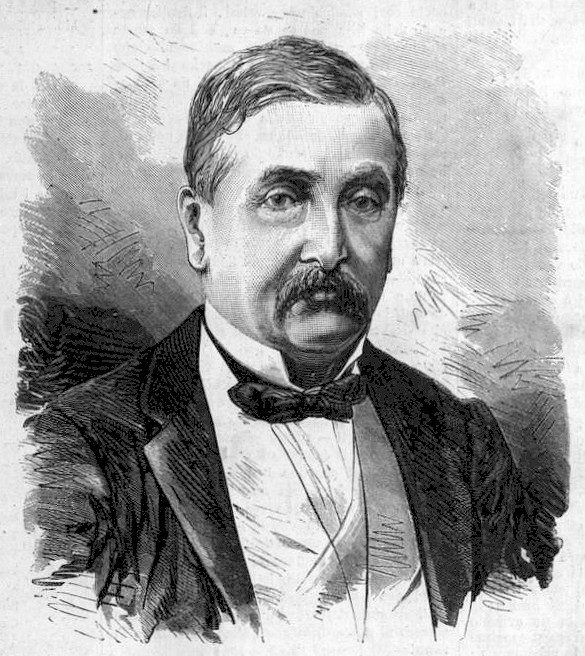
Giulio Belinzaghi, 1875

Giulio Bellinzaghi o Belinzaghi (Milán, 17 de octubre de 1818 – Cernobbio, 28 de agosto de 1892) fue un político italiano.

## Biografía
Nació en una familia de comerciantes y empezó a trabajar en el banco genovés Pettinati.
Como político, fue alcalde de Cernobbio de 1864 a 1868 y de Milán de 1867 a 1884 y de 1889 a 1892, se considera que restauró presupuestariamente esta ciudad, lastrada por la financiación de la Plaza del Duomo, además inauguró la estación de Cadorna y anexionó el municipio de  Corpi Santi di Milano. Fue también senador con  Víctor Manuel II.
Recibió el título de conde en 1875, y lo galardonaron con la Orden de la Corona de Italia, la Orden de los Santos Mauricio y Lázaro, la Orden de la Corona de Prusia, la Orden de Carlos III, la Orden de Leopoldo y la Orden de Santa Ana.